# Entre mes guillemets
Albums de Art Mengo
La vie de château Sujet libre
Entre mes guillemets est le sixième album studio d'Art Mengo, sorti en 2006.

## Titres
1. Je ne voyage pas, je pars
2. Si tu partais
3. J'ai remis à l'heure d'été
4. New York à nos amours
5. Embargo
6. Heures érogènes
7. Passerelle
8. Entre mes guillemets
9. Un jour comme les autres
10. Je voulais te dire je t'aime
11. Ma douleur préférée